# Rayagada (distrikt)
Rayagada är ett distrikt i Indien.   Det ligger i delstaten Odisha, i den centrala delen av landet, 1 200 km sydost om huvudstaden New Delhi. Antalet invånare är 967 911.
Följande samhällen finns i Rayagada:
- Rayagada
- Gunupur
- Gudāri